# Gnuplot
gnuplot är en kommandotolksprogram som kan skapa två- och tre-dimensionella grafer av funktioner, data, och "data fits".  Det används ofta för grafik i publiceringskvalité men även inom utbildning.  Programmet kan användas på alla de stora datorplattformarna och operativsystemen (FreeBSD, GNU/Linux, Unix, Microsoft Windows, Mac OS, och andra). 
Programmets historia sträcker sig ända till 1986. Namnet till trots så distribueras det inte under licensen GNU General Public License (GPL), utan man har istället valt en mer restriktiv licens för öppen källkod. Man tänkte först använda namnet "newplot" som en kompromiss mellan namnet "llamaplot" och nplot", men då det krockade med namnet på ett program (som man också tyckte var dåligt), valde man ordvitsen "gnuplot" (g:et i ordet gnu uttalas inte på engelska). 